# Ammobacularia
Ammobacularia es un género de foraminífero bentónico de la subfamilia Ammomarginulininae, de la familia Lituolidae, de la superfamilia Lituoloidea, del suborden Lituolina y del orden Lituolida. Su especie tipo es Ammobacularia triloba. Su rango cronoestratigráfico abarca el Rhaetiense (Triásico superior).

## Discusión
Clasificaciones previas incluían Ammobacularia en el suborden Textulariina del orden Textulariida, o en el orden Lituolida sin diferenciar el suborden Lituolina.

## Clasificación
Ammobacularia incluye a la siguiente especie:
- Ammobacularia triloba †